# Adam Bolméus
Carl Adam Stephen Bolméus, född 10 februari 1981 i Askim i Göteborg, är en svensk gitarrist och låtskrivare. Han var medlem i den Göteborgsbaserade indiegruppen Bad Cash Quartet 1999-2004. Sedan dess har han varit aktiv medlem i Hästpojken tillsammans med Martin Elisson. Adam Bolméus spelade även gitarr på Broder Daniels avskedskonsert 2008. 

## Diskografi

### Hästpojken

#### Album
- 2008 - Caligula
- 2009 - Från där jag ropar
- 2013 - En magisk tanke
- 2018 - Hästpojken är död

#### Singlar
- 2007 – "Shane MacGowan"
- 2008 – "Caligula"
- 2008 – "Här har du ditt liv"
- 2009 – "Gitarrer & bas, trummor & hat"
- 2010 - "Jag e jag"
- 2012 - "Samma himlar"
- 2013 - "Sommarvin"

### Fotnoter
1. ↑  ”Adam Bolmeús”. Svensk Filmdatabas. http://www.sfi.se/sv/svensk-filmdatabas/Item/?type=PERSON&itemid=320072&ref=%2ftemplates%2fSwedishFilmSearchResult.aspx%3fid%3d1225%26epslanguage%3dsv%26searchword%3dadam+bolm%C3%A9us%26type%3dPerson%26match%3dBegin%26page%3d1%26prom%3dFalse. Läst 16 juni 2012.